# Turdus rufiventris
El zorzal colorado (Turdus rufiventris), también conocido como zorzal común  (en Uruguay), o chalchalero (en el norte de Argentina), o tordo de vientre rufo, es una especie de ave paseriforme de la familia Turdidae que vive en Sudamérica. Es muy fácil de reconocer por su vientre bermejo (su nombre científico significa literalmente «tordo de vientre rojo») y las rayas oscuras que presenta sobre el cuello blanquecino. Los zorzales tienen patas relativamente largas y delgadas. Sabiá laranjeira es otro nombre usado en Brasil y Uruguay zona fronteriza. Es el ave nacional de Brasil.

## Distribución geográfica
Tiene una amplia distribución en bosques, montes y selvas de América del Sur, desde el oeste de Bolivia, Paraguay y Uruguay, el sur de Brasil hasta el centro y litoral de la Argentina. Es uno de los zorzales más conocidos en esta región. En la Provincia de Buenos Aires y en la Ciudad Autónoma de Buenos Aires se extendió durante la segunda mitad del siglo XX desde los montes ribereños y bosques de tala del nordeste de la mencionada provincia, colindante con la región del litoral argentino a través de las arboledas de estancias y poblados. Se ha convertido en una especie abundante en ciudades, ya que se adapta muy bien al medio urbano.

## Hábitat
Frecuenta tanto las copas de los árboles como el suelo. En zonas urbanas, es abundante en jardines y parques con césped y árboles; prefiere lugares umbríos, suele vivir solo o en pareja. Tiene movimientos abruptos, realiza cortas carreras y saltitos. Estos zorzales pueden vivir en cautiverio y/o pueden vivir hasta 30 años en su hábitat natural.

## Nido

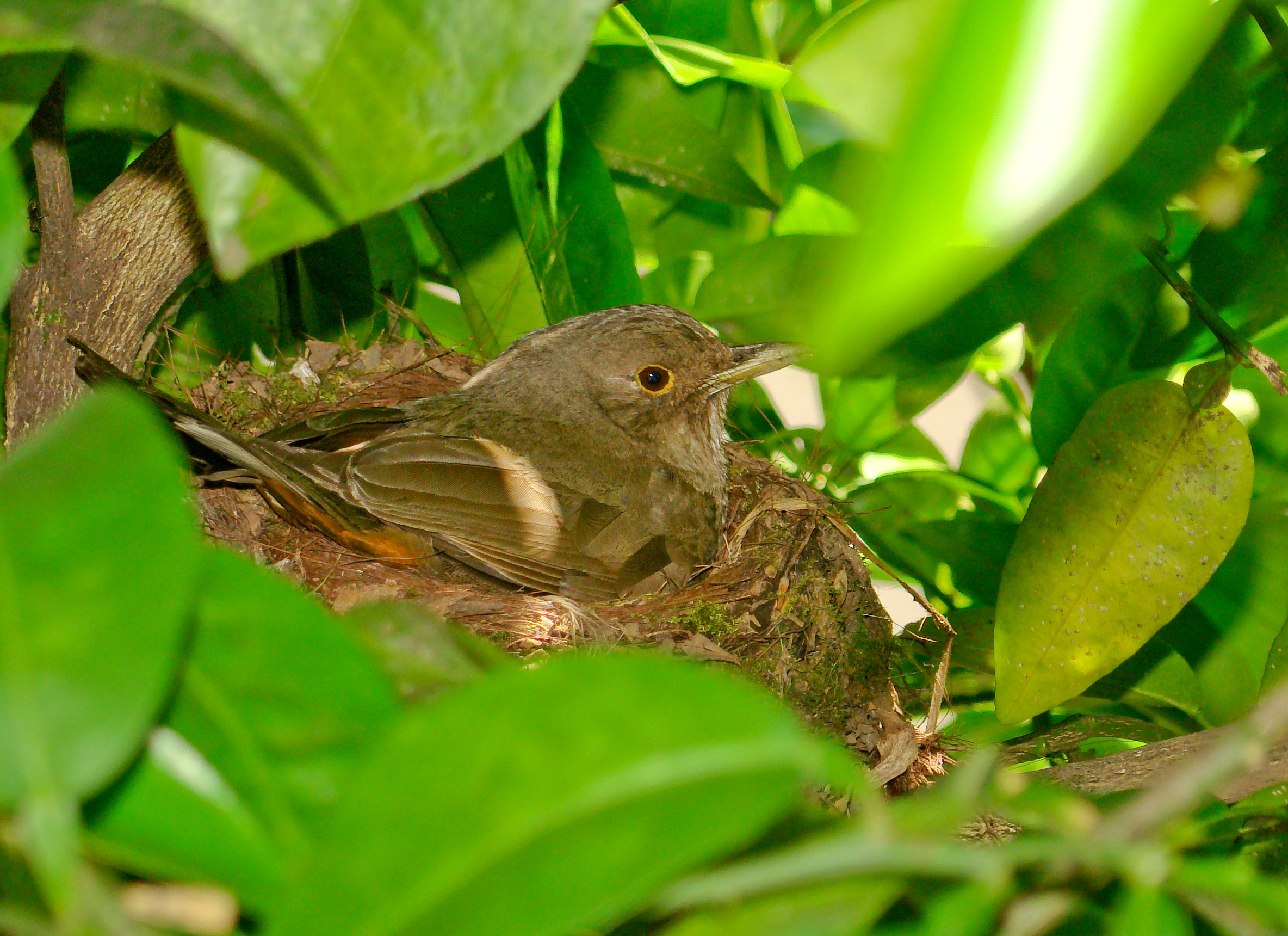
En su nido.

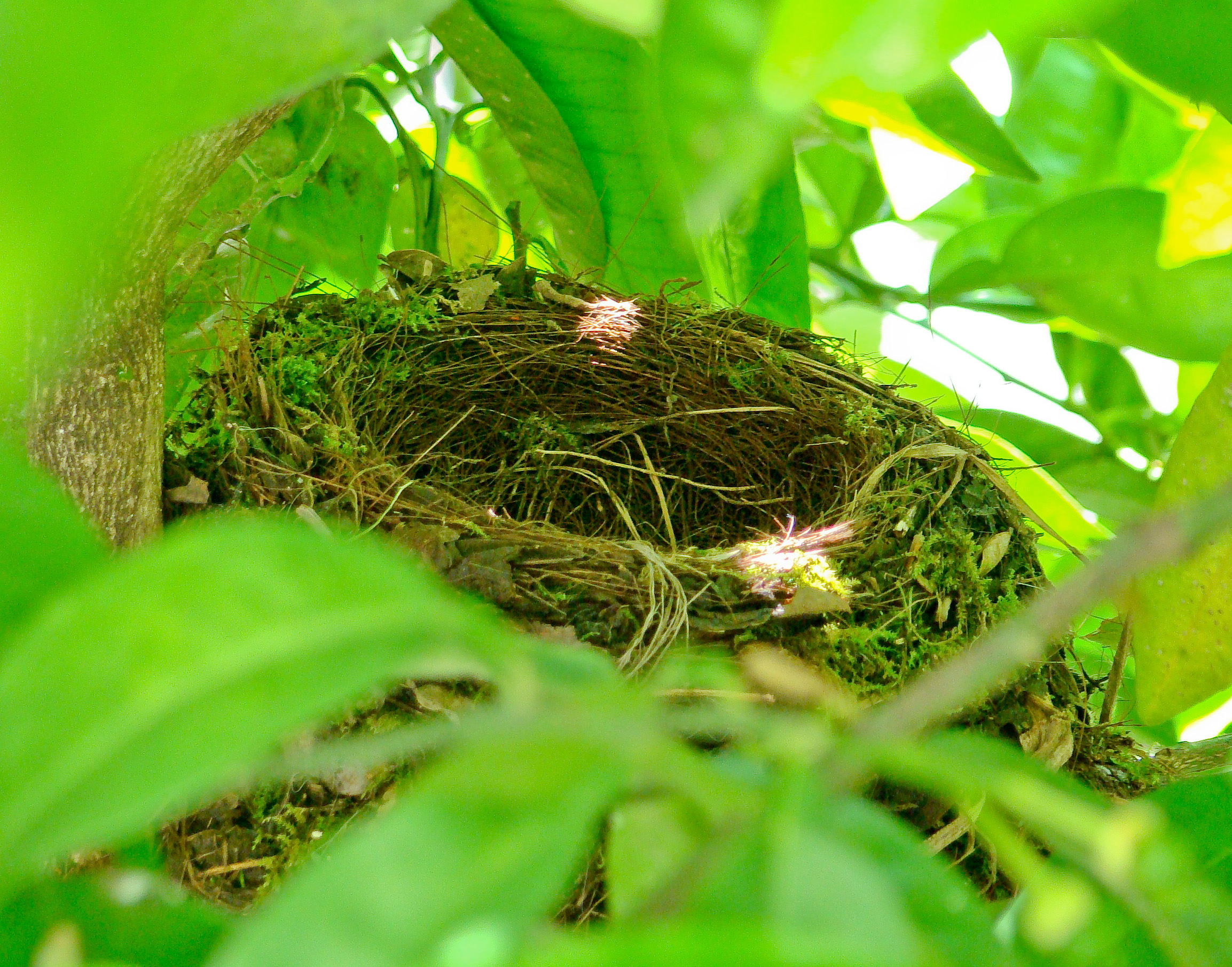
Nido de zorzal colorado.

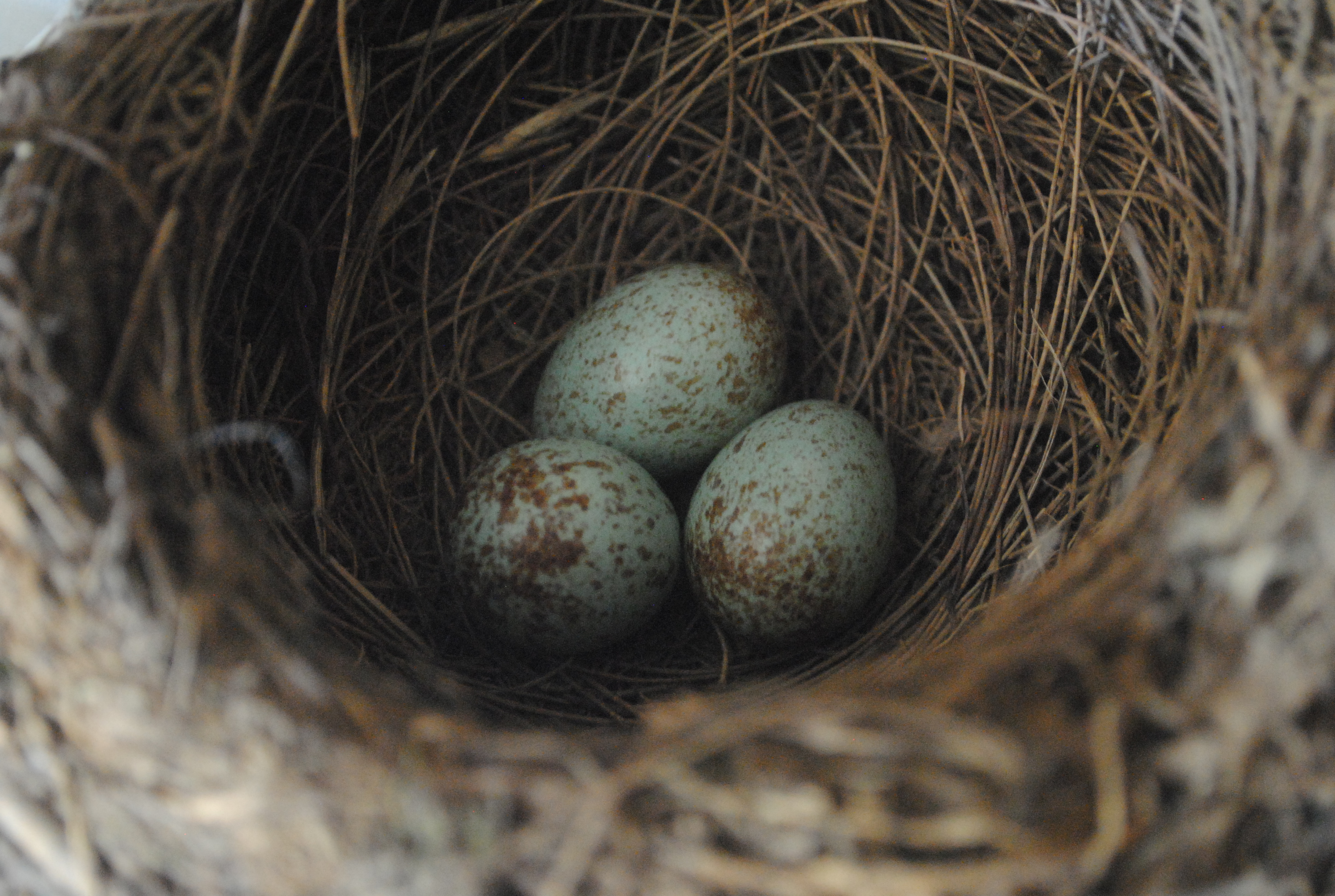
Huevos característicos del zorzal.

El nido es circular, abierto, con forma de taza de bordes anchos, de unos 13 a 15 cm de diámetro externo y 6 a 7,5 cm de alto. Está construido con barro y fibras vegetales, tapizado en su interior con ramillas finas, musgo y hierbas tiernas. Allí la hembra pone entre tres y cuatro huevos blancos o celestes con pintas marrones.

## Características físicas

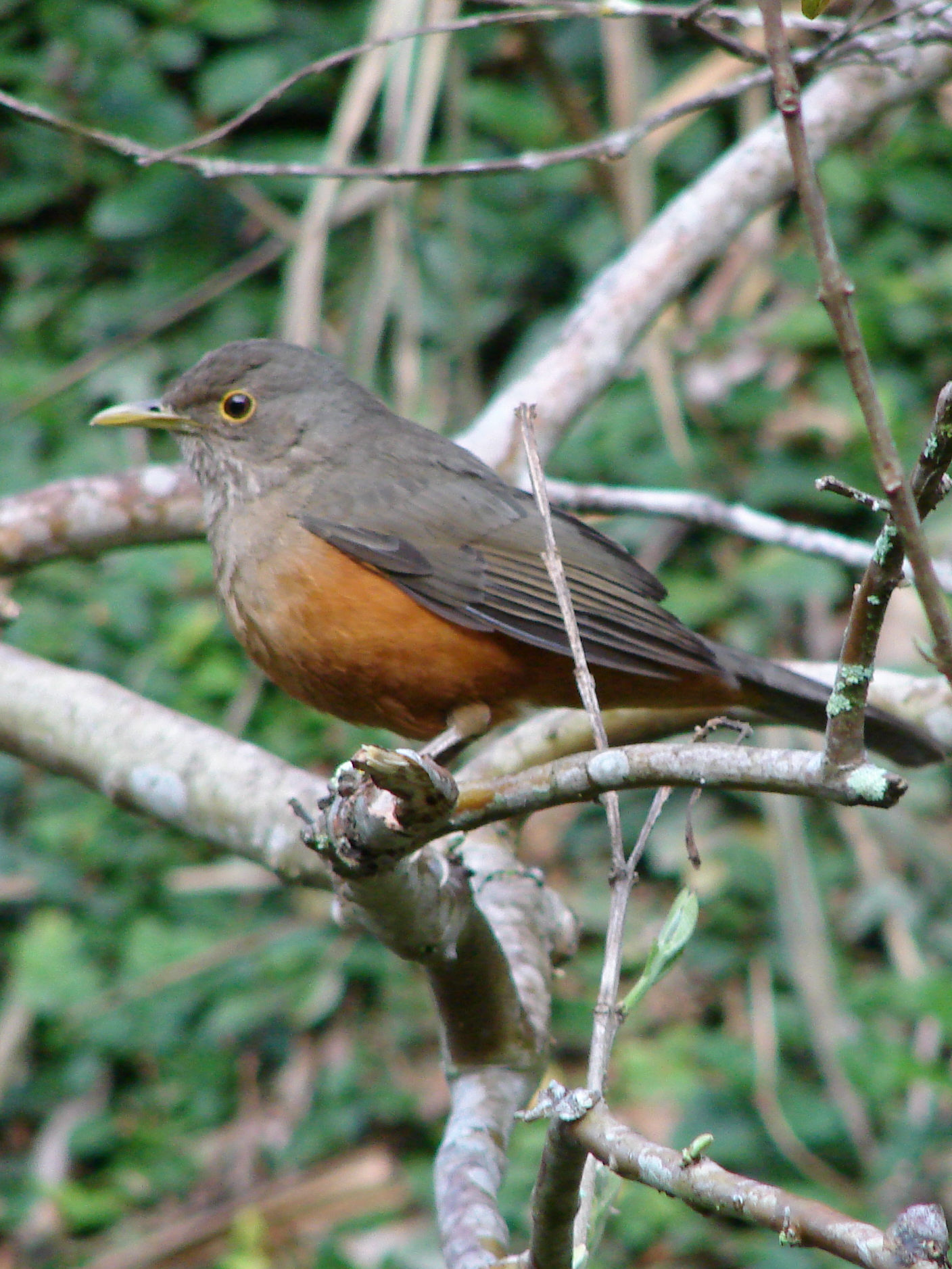

Pesa alrededor de 70 gramos y su cuerpo mide entre los 22 y 23 cm. Pico casi recto, amarillo en los machos, de 1cm y medio. Presenta párpado amarillo, dorso pardo oliváceo y zona ventral rojo anaranjado. Garganta con fino estriado pardo sobre fondo blanquecino.

## Alimentación
Es omnívoro; se alimenta principalmente de frutos e invertebrados. Busca frutos carnosos que constituyen la base de su comida, tanto los de tamaños pequeños que puede engullir enteros (hasta las dimensiones de una oliva) como los más grandes que suele picar para abrirlos y consumir su pulpa. Es habitual que resulte un buen dispersor de las semillas de las plantas que consume. Cuando camina por el suelo, se dedica a hurgar entre la hojarasca o los mantillos orgánicos en busca de lombrices que son de su especial predilección, entre otros invertebrados que completan su dieta.

## Canto
Hacia fines de invierno empieza a cantar antes del amanecer. En las ciudades, sus vocalizaciones se escuchan claramente en el silencio matinal, antes de comenzar el bullicio urbano. Durante el día también es posible escuchar su canto potente, armónico y reiterativo, con notas poco variadas pero melodiosas. Además, profiere un silbido triste (de una nota repetida) cuando se halla oculto. El reclamo es agudo.